# Гутьеррес, Рональд
Рональд Гутьеррес — футбольный арбитр из Коста-Рики.

## Карьера
В качестве главного арбитра судил в ниже перечисленных соревнованиях:
- в двух матчах отборочного турнира чемпионат мира 1994 года
- в двух матчах отборочного турнира чемпионат мира 1998 года
- в одном матче золотого кубка 1991 года
- в двух матчах золотого кубка 1996 года
- в одном матче отборочного турнира золотого кубка 2000 года
- в пяти международный товарищеских матчах.